# 韓獻策
韓獻策（？年—1639年），號勺菴，南直隶凤阳府潁州人。明末政治人物。

## 生平
萬曆四十三年（1615年）乙卯科应天府乡试第九十七名舉人，崇祯七年（1634年）甲戌科三甲二百七名进士，大理寺观政，十年六月授行人司行人，十二年去世。

## 家族
曾祖韓旻，鄉耆；祖韓養正；父韓光祖，增生。